# Gran Premio di superbike del Nürburgring 2009
Il Gran Premio di Superbike del Nürburgring 2009 è stata l'undicesima prova su quattordici del campionato mondiale Superbike 2009, è stato disputato il 6 settembre sul Nürburgring e in gara 1 ha visto la vittoria di Ben Spies davanti a Noriyuki Haga e Carlos Checa, la gara 2 è stata vinta da Jonathan Rea che ha preceduto Ben Spies e Carlos Checa.
La vittoria nella gara valevole per il campionato mondiale Supersport 2009 è stata ottenuta da Cal Crutchlow.

## Risultati

### Gara 1

#### Arrivati al traguardo[4]
| Pos. | Nº | Pilota           | Squadra                  | Motocicletta         | Giri | Tempo     | Griglia | Punti |
| ---- | -- | ---------------- | ------------------------ | -------------------- | ---- | --------- | ------- | ----- |
| 1º   | 19 | Ben Spies        | Yamaha WSB               | Yamaha YZF R1        | 20   | 39:04.818 | 5º      | 25    |
| 2º   | 41 | Noriyuki Haga    | Ducati Xerox             | Ducati 1098R         | 20   | +0:03.850 | 1º      | 20    |
| 3º   | 7  | Carlos Checa     | HANNspree Ten Kate Honda | Honda CBR1000RR      | 20   | +0:06.990 | 8º      | 16    |
| 4º   | 65 | Jonathan Rea     | HANNspree Ten Kate Honda | Honda CBR1000RR      | 20   | +0:07.109 | 2º      | 13    |
| 5º   | 3  | Max Biaggi       | Aprilia Racing           | Aprilia RSV4 Factory | 20   | +0:12.825 | 7º      | 11    |
| 6º   | 91 | Leon Haslam      | Stiggy Racing Honda      | Honda CBR1000RR      | 20   | +0:13.243 | 3º      | 10    |
| 7º   | 84 | Michel Fabrizio  | Ducati Xerox             | Ducati 1098R         | 20   | +0:14.223 | 4º      | 9     |
| 8º   | 11 | Troy Corser      | BMW Motorrad Motorsport  | BMW S1000 RR         | 20   | +0:14.382 | 6º      | 8     |
| 9º   | 66 | Tom Sykes        | Yamaha WSB               | Yamaha YZF R1        | 20   | +0:17.206 | 9º      | 7     |
| 10º  | 67 | Shane Byrne      | Sterilgarda              | Ducati 1098R         | 20   | +0:26.547 | 10º     | 6     |
| 11º  | 14 | Matthieu Lagrive | Honda Althea Racing      | Honda CBR1000RR      | 20   | +0:27.388 | 16º     | 5     |
| 12º  | 31 | Karl Muggeridge  | Suzuki Alstare BRUX      | Suzuki GSX-R 1000 K9 | 20   | +0:30.968 | 17º     | 4     |
| 13º  | 96 | Jakub Smrž       | Guandalini Racing        | Ducati 1098R         | 20   | +0:31.069 | 14º     | 3     |
| 14º  | 9  | Ryūichi Kiyonari | Ten Kate Honda Racing    | Honda CBR1000RR      | 20   | +0:31.188 | 18º     | 2     |
| 15º  | 71 | Yukio Kagayama   | Suzuki Alstare BRUX      | Suzuki GSX-R 1000 K9 | 20   | +0:40.165 | 13º     | 1     |
| 16º  | 99 | Luca Scassa      | Team Pedercini           | Kawasaki ZX 10R      | 20   | +0:54.897 | 25º     |       |
| 17º  | 25 | David Salom      | Team Pedercini           | Kawasaki ZX 10R      | 20   | +1:01.958 | 23º     |       |
| 18º  | 88 | Roland Resch     | TKR Suzuki Switzerland   | Suzuki GSX-R 1000 K9 | 19   | +1 giro   | 27º     |       |

#### Ritirati
| Nº | Pilota            | Squadra                    | Motocicletta         | Giri | Griglia |
| -- | ----------------- | -------------------------- | -------------------- | ---- | ------- |
| 56 | Shin'ya Nakano    | Aprilia Racing             | Aprilia RSV4 Factory | 14   | 22º     |
| 10 | Fonsi Nieto       | DFX Corse                  | Ducati 1098R         | 11   | 11º     |
| 94 | David Checa       | Yamaha France GMT 94 Ipone | Yamaha YZF R1        | 9    | 24º     |
| 77 | Vittorio Iannuzzo | Squadra Corse Italia       | Honda CBR1000RR      | 6    | 20º     |
| 47 | Richard Cooper    | BMW Motorrad Motorsport    | BMW S1000 RR         | 5    | 26º     |
| 23 | Broc Parkes       | Kawasaki World Superbike   | Kawasaki ZX 10R      | 2    | 15º     |
| 15 | Matteo Baiocco    | Guandalini Racing          | Ducati 1098R         | 2    | 21º     |

### Gara 2

#### Arrivati al traguardo[5]
| Pos. | Nº | Pilota            | Squadra                    | Motocicletta         | Giri | Tempo     | Griglia | Punti |
| ---- | -- | ----------------- | -------------------------- | -------------------- | ---- | --------- | ------- | ----- |
| 1º   | 65 | Jonathan Rea      | HANNspree Ten Kate Honda   | Honda CBR1000RR      | 20   | 39:01.561 | 2º      | 25    |
| 2º   | 19 | Ben Spies         | Yamaha WSB                 | Yamaha YZF R1        | 20   | +0:00.786 | 5º      | 20    |
| 3º   | 7  | Carlos Checa      | HANNspree Ten Kate Honda   | Honda CBR1000RR      | 20   | +0:04.993 | 8º      | 16    |
| 4º   | 3  | Max Biaggi        | Aprilia Racing             | Aprilia RSV4 Factory | 20   | +0:08.191 | 7º      | 13    |
| 5º   | 91 | Leon Haslam       | Stiggy Racing Honda        | Honda CBR1000RR      | 20   | +0:10.907 | 3º      | 11    |
| 6º   | 11 | Troy Corser       | BMW Motorrad Motorsport    | BMW S1000 RR         | 20   | +0:17.152 | 6º      | 10    |
| 7º   | 9  | Ryūichi Kiyonari  | Ten Kate Honda Racing      | Honda CBR1000RR      | 20   | +0:19.473 | 18º     | 9     |
| 8º   | 66 | Tom Sykes         | Yamaha WSB                 | Yamaha YZF R1        | 20   | +0:19.721 | 9º      | 8     |
| 9º   | 84 | Michel Fabrizio   | Ducati Xerox               | Ducati 1098R         | 20   | +0:22.981 | 4º      | 7     |
| 10º  | 71 | Yukio Kagayama    | Suzuki Alstare BRUX        | Suzuki GSX-R 1000 K9 | 20   | +0:24.161 | 13º     | 6     |
| 11º  | 96 | Jakub Smrž        | Guandalini Racing          | Ducati 1098R         | 20   | +0:29.367 | 14º     | 5     |
| 12º  | 10 | Fonsi Nieto       | DFX Corse                  | Ducati 1098R         | 20   | +0:30.007 | 11º     | 4     |
| 13º  | 23 | Broc Parkes       | Kawasaki World Superbike   | Kawasaki ZX 10R      | 20   | +0:37.281 | 15º     | 3     |
| 14º  | 99 | Luca Scassa       | Team Pedercini             | Kawasaki ZX 10R      | 20   | +0:47.883 | 25º     | 2     |
| 15º  | 77 | Vittorio Iannuzzo | Squadra Corse Italia       | Honda CBR1000RR      | 20   | +0:49.549 | 20º     | 1     |
| 16º  | 15 | Matteo Baiocco    | Guandalini Racing          | Ducati 1098R         | 20   | +0:49.635 | 21º     |       |
| 17º  | 25 | David Salom       | Team Pedercini             | Kawasaki ZX 10R      | 20   | +1:19.554 | 23º     |       |
| 18º  | 94 | David Checa       | Yamaha France GMT 94 Ipone | Yamaha YZF R1        | 20   | +1:22.329 | 24º     |       |

#### Ritirati
| Nº | Pilota           | Squadra                 | Motocicletta         | Giri | Griglia |
| -- | ---------------- | ----------------------- | -------------------- | ---- | ------- |
| 47 | Richard Cooper   | BMW Motorrad Motorsport | BMW S1000 RR         | 16   | 26º     |
| 31 | Karl Muggeridge  | Suzuki Alstare BRUX     | Suzuki GSX-R 1000 K9 | 13   | 17º     |
| 88 | Roland Resch     | TKR Suzuki Switzerland  | Suzuki GSX-R 1000 K9 | 13   | 27º     |
| 67 | Shane Byrne      | Sterilgarda             | Ducati 1098R         | 9    | 10º     |
| 41 | Noriyuki Haga    | Ducati Xerox            | Ducati 1098R         | 4    | 1º      |
| 14 | Matthieu Lagrive | Honda Althea Racing     | Honda CBR1000RR      | 1    | 16º     |

### Supersport

#### Arrivati al traguardo[3]
| Pos. | Nº  | Pilota             | Squadra                      | Motocicletta        | Giri | Tempo     | Griglia | Punti |
| ---- | --- | ------------------ | ---------------------------- | ------------------- | ---- | --------- | ------- | ----- |
| 1º   | 35  | Cal Crutchlow      | Yamaha World Supersport      | Yamaha YZF R6       | 19   | 37:56.481 | 1º      | 25    |
| 2º   | 50  | Eugene Laverty     | Parkalgar Honda              | Honda CBR600RR      | 19   | + 10.109  | 3º      | 20    |
| 3º   | 26  | Joan Lascorz       | Kawasaki Motocard.com        | Kawasaki ZX-6R      | 19   | + 10.250  | 7º      | 16    |
| 4º   | 55  | Massimo Roccoli    | Intermoto Czech              | Honda CBR600RR      | 19   | + 31.980  | 9º      | 13    |
| 5º   | 99  | Fabien Foret       | Yamaha World Supersport      | Yamaha YZF R6       | 19   | + 34.575  | 11º     | 11    |
| 6º   | 8   | Mark Aitchison     | Honda Althea Racing          | Honda CBR600RR      | 19   | + 34.724  | 14º     | 10    |
| 7º   | 1   | Andrew Pitt        | HANNspree Ten Kate Honda     | Honda CBR600RR      | 19   | + 36.352  | 10º     | 9     |
| 8º   | 24  | Garry McCoy        | ParkinGO Triumph BE1         | Triumph Daytona 675 | 19   | + 36.391  | 4º      | 8     |
| 9º   | 127 | Robbin Harms       | Veidec Racing RES Software   | Honda CBR600RR      | 19   | + 38.871  | 13º     | 7     |
| 10º  | 9   | Danilo Dell'Omo    | Kuja Racing                  | Honda CBR600RR      | 19   | + 52.944  | 17º     | 6     |
| 11º  | 117 | Miguel Praia       | Parkalgar Honda              | Honda CBR600RR      | 19   | + 54.368  | 16º     | 5     |
| 12º  | 77  | Barry Veneman      | George White Ten Kate R.     | Honda CBR600RR      | 19   | +1:00.679 | 21º     | 4     |
| 13º  | 105 | Gianluca Vizziello | Stiggy Racing Honda          | Honda CBR600RR      | 19   | +1:09.096 | 24º     | 3     |
| 14º  | 91  | Kevin Wahr         | G-LAB Racing Sport Evolution | Triumph Daytona 675 | 19   | +1:11.106 | 20º     | 2     |
| 15º  | 13  | Anthony West       | Stiggy Racing Honda          | Honda CBR600RR      | 19   | +1:18.979 | 15º     | 1     |
| 16º  | 16  | Sam Lowes          | Echo CRS Grand Prix          | Honda CBR600RR      | 19   | +1:20.167 | 19º     |       |
| 17º  | 96  | Matěj Smrž         | MS Racing                    | Triumph Daytona 675 | 19   | +1:20.370 | 18º     |       |
| 18º  | 25  | Michael Laverty    | Echo CRS Grand Prix          | Honda CBR600RR      | 19   | +1:23.973 | 12º     |       |
| 19º  | 30  | Jesco Günther      | RES Software Veidec Racing   | Honda CBR600RR      | 19   | +1:24.785 | 22º     |       |
| 20º  | 101 | Kevin Coghlan      | Holiday Gym Racing           | Yamaha YZF R6       | 19   | +1:25.686 | 26º     |       |
| 21º  | 28  | Arie Vos           | Veidec Racing RES Software   | Honda CBR600RR      | 19   | +1:32.556 | 23º     |       |
| 22º  | 88  | Yannick Guerra     | Holiday Gym Racing           | Yamaha YZF R6       | 19   | +1:45.899 | 28º     |       |

#### Ritirati
| Nº | Pilota            | Squadra                   | Motocicletta        | Giri | Griglia |
| -- | ----------------- | ------------------------- | ------------------- | ---- | ------- |
| 5  | Doni Tata Pradita | YZF Yamaha                | Yamaha YZF R6       | 18   | 27º     |
| 54 | Kenan Sofuoğlu    | HANNspree Ten Kate Honda  | Honda CBR600RR      | 12   | 2º      |
| 22 | Robert Mureșan    | MS Romania Racing         | Triumph Daytona 675 | 7    | 25º     |
| 21 | Katsuaki Fujiwara | Kawasaki Motocard.com     | Kawasaki ZX-6R      | 5    | 6º      |
| 51 | Michele Pirro     | Yamaha Lorenzini by Leoni | Yamaha YZF R6       | 5    | 5º      |
| 69 | Gianluca Nannelli | ParkinGO Triumph BE1      | Triumph Daytona 675 | 5    | 8º      |